# Oued Athmania
Oued Athmania è un comune dell'Algeria, situato nella provincia di Mila.